# Zachód z bliska
Zachód z bliska – cykl książek dziennikarskich wydawnictwa Książka i Wiedza z czasów PRL-u, zarówno polskich jak i zagranicznych autorów, zazwyczaj przedstawiających kraje kapitalistyczne od strony negatywnej.

## Niektóre pozycje
- Ewa Krasnodębska Jak odkrywałam Amerykę (1983)
- Peter Collier, David Horowitz Rockefellerowie. Amerykańska dynastia (1982)
- Stanisław Głąbiński Reagan i inni (1986)
- Günter Ogger Friedrich Flick superbogacz (1979)
- Grzegorz Jaszuński Królestwo bez imperium (1978)
- Eugeniusz Guz Prasa zwana wolną (1985)
- Anthony Sampson Siedem sióstr. Wielkie koncerny naftowe i świat przez nie stworzony. (1981)
- Jacek Syski Świątynia zagłady (1980)
- Jerzy Ambroziewicz Aniołowie śmierci (1988; o Włoszech, ale nie Rzymie i Wenecji tylko o Czerwonych Brygadach, mafii, terroryzmie, Aldo Moro, zamachach i porwaniach)
- Stanisław Głąbiński 1600 Pennsylvania Avenue (1989)
- Maksymilian Berezowski Ameryka pięknych snów (1989)
- Maksymilian Berezowski Bóg kocha Amerykę (1978)
- Maksymilian Berezowski Koniecznie skandal (1982)
- Maksymilian Berezowski Moralitet z amerykańskim aniołem (1981)